# Dynamic Kernel Module Support
Dynamic Kernel Module Support (DKMS) – szkielet do generowania modułów jądra Linuksa, które zazwyczaj nie występują w kodzie źródłowym jądra systemu Linux. DKMS umożliwia automatyczne przekompilowanie sterowników urządzeń, gdy tylko nowe jądro zostanie zainstalowane. DKMS może działać na dwa sposoby: Do automatycznego przekompilowania wszystkich modułów jądra, jeśli nowe zostanie zainstalowane, bądź też do zainstalowania nowego modułu (sterownika) na istniejącym systemie. Bez potrzeby ręcznej ingerencji w kompilację lub instalację przekompilowanych pakietów. Dzięki temu na przykład możliwe staje się wykorzystanie nowszych kart graficznych na starszych systemach Linuksowych.
DKMS został napisany przez Linux Engineering Team w firmie Dell w roku 2003. Obecnie jest wykorzystywany w wielu dystrybucjach Linuksowych, jak na przykład w Ubuntu począwszy od wersji 8.10 lub też Fedorze. Jest to wolne oprogramowanie wydane na zasadach licencji GNU General Public License (GPL) wersji 2 lub wyższej.